# Bellevalia flexuosa
Bellevalia flexuosa là một loài thực vật có hoa trong họ Măng tây. Loài này được Boiss. mô tả khoa học đầu tiên năm 1854.

## Hình ảnh

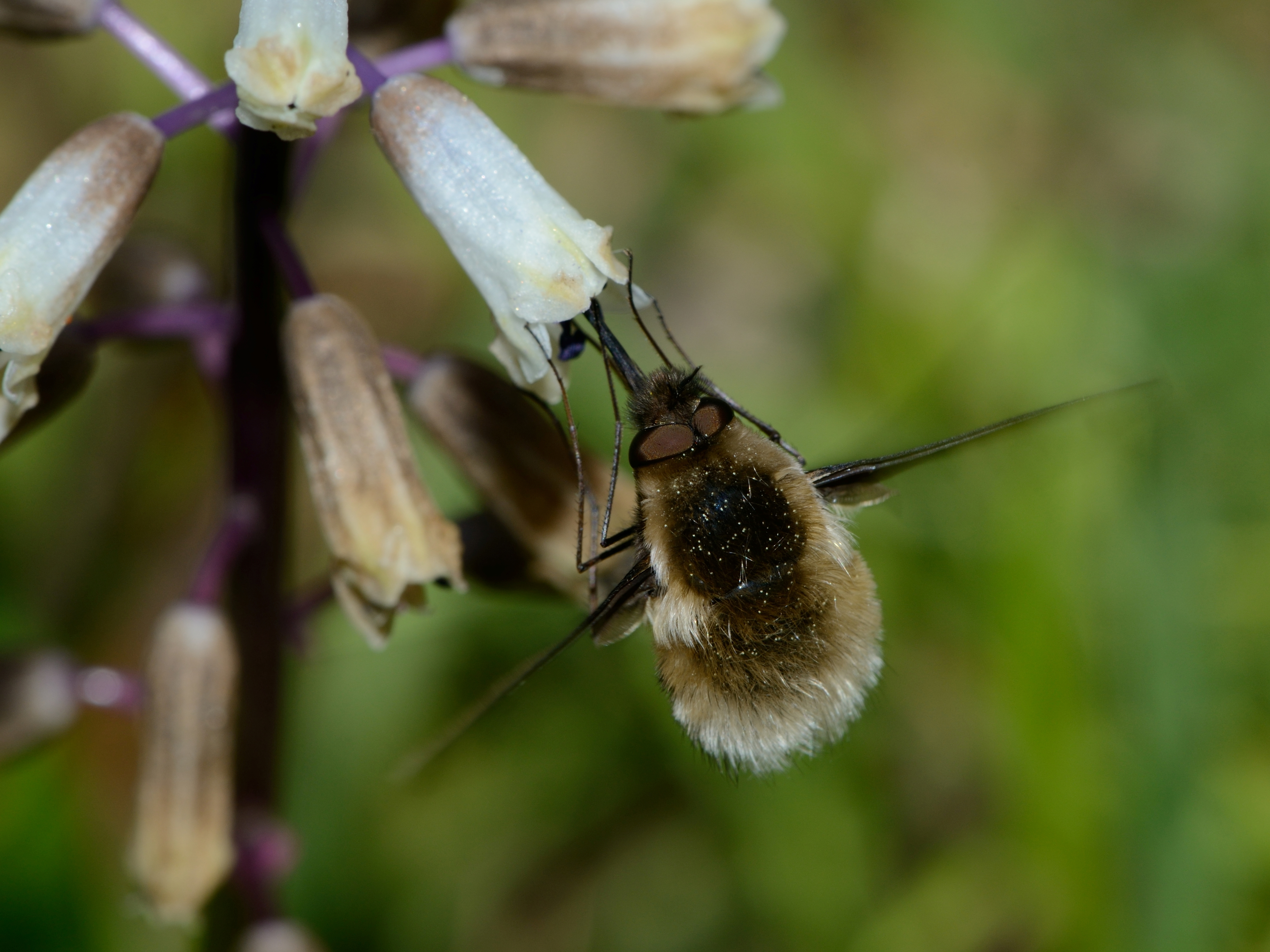
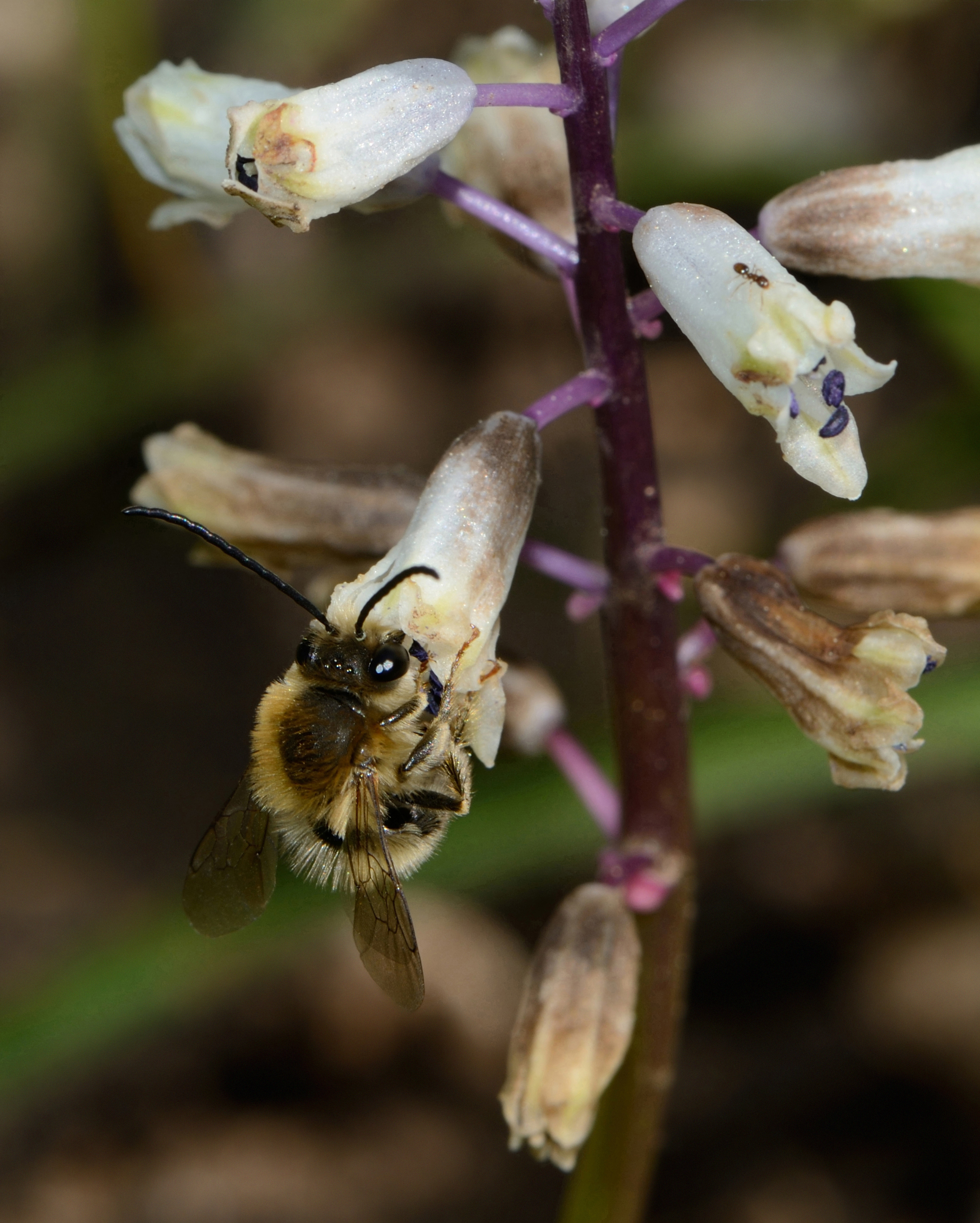
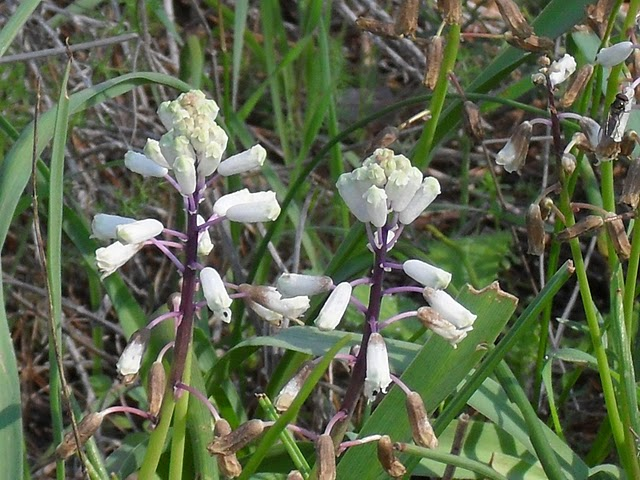